# Slowenisches Zentrales Partisanenkrankenhaus

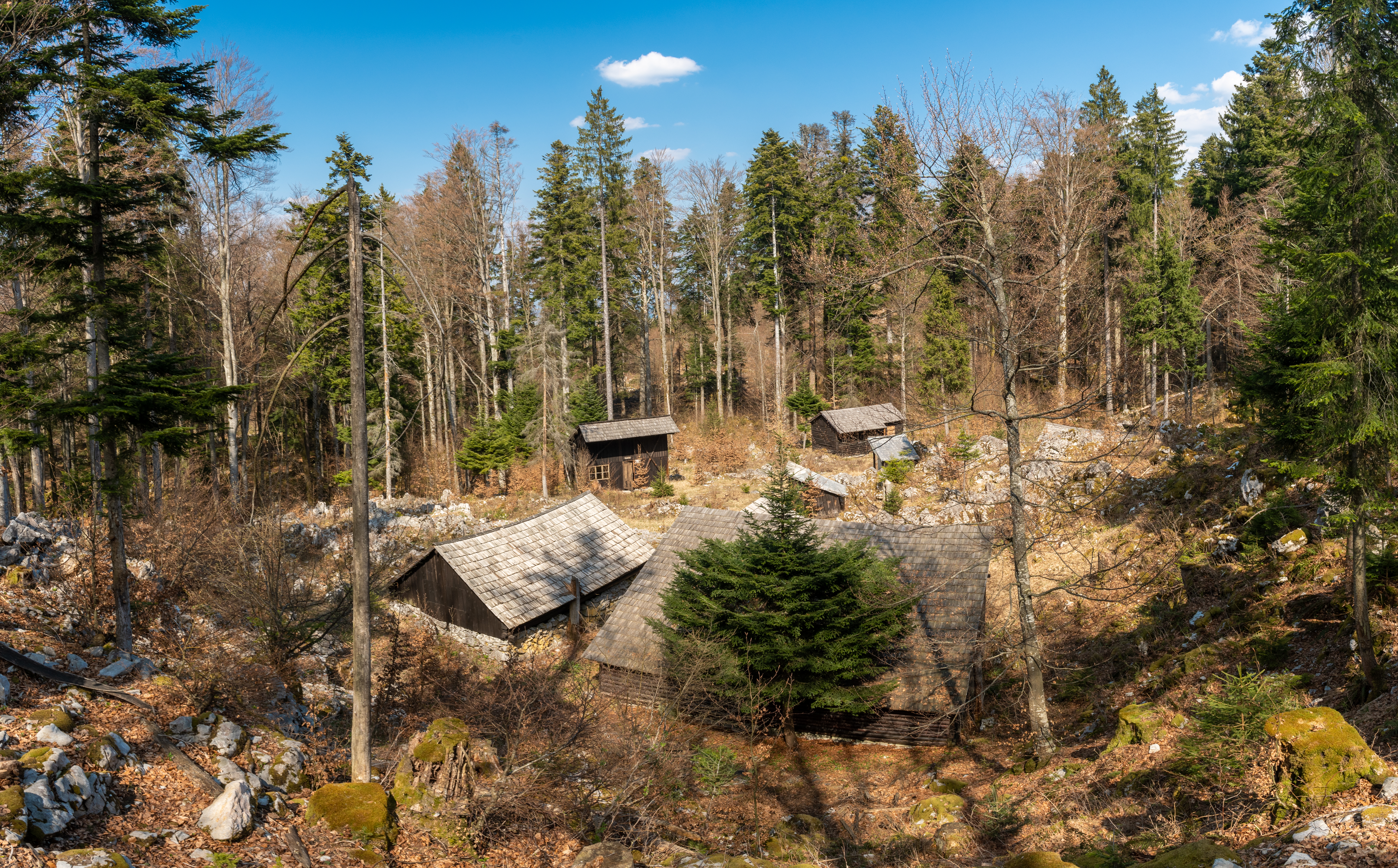
Spitalbarracken Zgornji Hrastnik

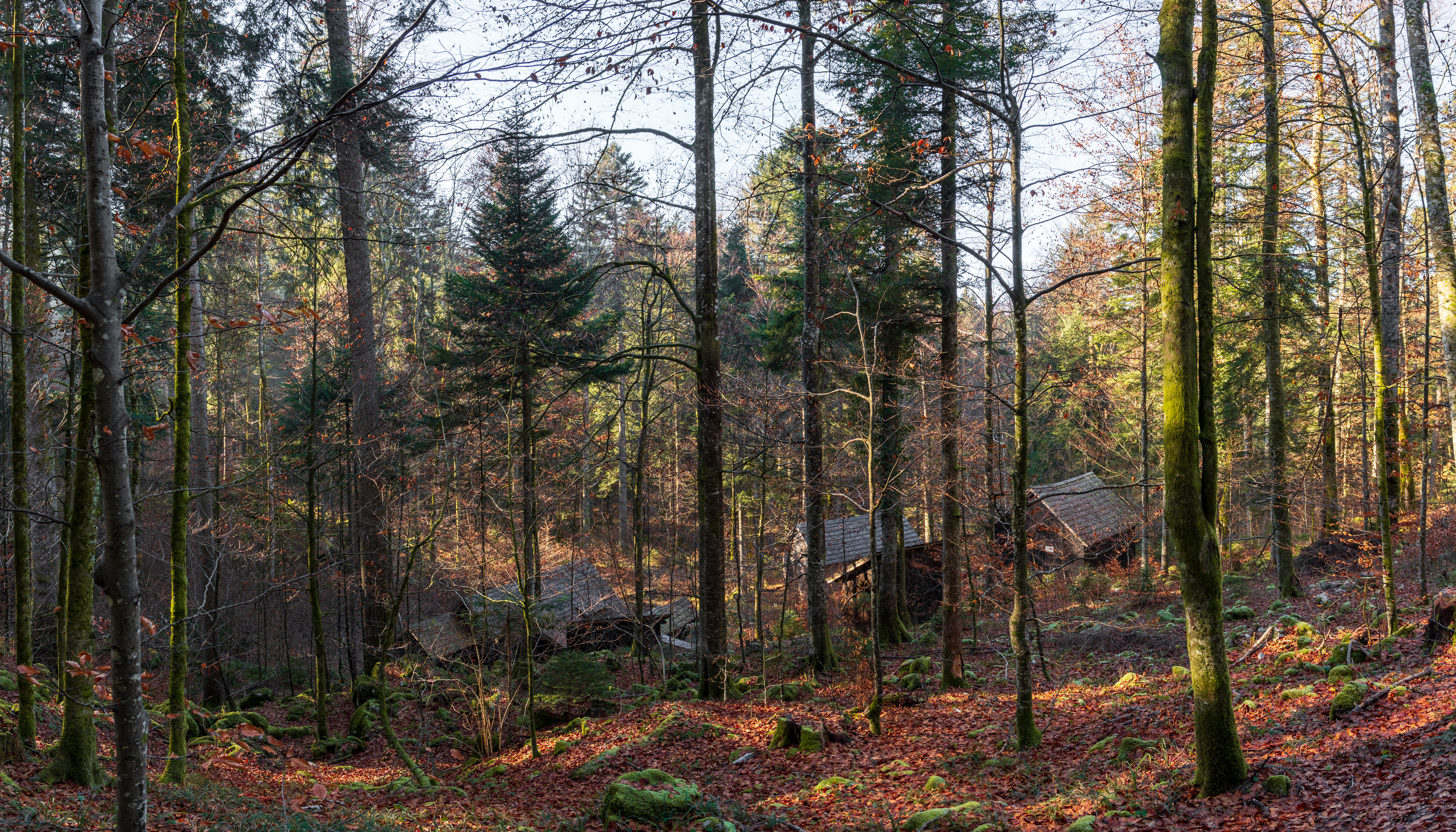
Spitalbaracken Jelendol

Das Slowenische Zentrale Partisanenkrankenhaus (Slowenisch: Slovenska centralna vojno-partizanska bolnišnica, abgekürzt SCVPB) war ein geheimes Krankenhausnetzwerk der Jugoslawischen Volksbefreiungsarmee im Zweiten Weltkrieg. Es handelte sich um ein System versteckter Baracken in den abgelegenen Wäldern des Hornwaldes (Kočevski Rog) in Südost-Slowenien. Von den Gebäuden an ursprünglich 24 Standorten sind heute nur zwei erhalten, und zwar in Jelendol, Gemeinde Dolenjske Toplice und in Zgornji Hrastnik, Gemeinde Semič. Sie sind als Kulturdenkmäler von nationaler Bedeutung für die Republik Slowenien geschützt.

## Geschichte
Das Zentralkrankenhaus nahm seinen organisierten Betrieb am 15. Juni 1942 auf. Insgesamt wurden bis zum Kriegsende 24 Krankenhäuser errichtet, die zu unterschiedlichen Zeiten in Betrieb waren. Diese Krankenhäuser hatten eine gemeinsame Verwaltung, die sich zunächst in Jelendol und ab November 1943 im Dorf Komarna vas befand.
Die einzelnen Außenposten des Krankenhauses in Kočevski Rog waren etwa eine Stunde zu Fuß voneinander entfernt, und jeder von ihnen verfügte über eigenes Personal und eigene Ausrüstung, außerdem verfügte jeder über einen Chefarzt und oft auch über einen eigenen politischen Kommissar.
Der Zugang zu diesen Krankenhäusern war eingeschränkt und die Verwundeten wurden normalerweise mit verbundenen Augen dorthin gebracht, um die Geheimhaltung des Ortes zu wahren.